# (471137) 2010 ET65
(471137) 2010 ET65, também escrito como (471137) 2010 ET65, é um corpo menor que está localizado no disco disperso, uma região do Sistema Solar. Este objeto está em uma ressonância orbital de 1:3 com o planeta Netuno. Ele possui uma magnitude absoluta de 5,2 e tem um diâmetro estimado de cerca de 401 km. O astrônomo Mike Brown lista este corpo celeste em sua página na internet como um candidato a possível planeta anão.

## Descoberta
(471137) 2010 ET65 foi descoberto no dia 13 de março de 2010 pelos astrônomos D. L. Rabinowitz e S. Tourtellotte.

## Órbita
A órbita de (471137) 2010 ET65 tem uma excentricidade de 0,369 e possui um semieixo maior de 62,832 UA. O seu periélio leva o mesmo a uma distância de 39,625 UA em relação ao Sol e seu afélio a 86,038 UA.